# Žabogrizovke
Žabogrizovke (Vodarke; lat. Hydrocharitaceae), biljna porodica koja obuhvaća brojne slatkovodne i morske vaskularne biljke iz razreda jednosupnica, red žabočunolike, koji je dobio ime po rodu žabočunima.
Porodica obuhvaća 14 priznatih rodova s ukupno 135 priznate vrste.
U porodici žabogrizovki devet vrsta je na popisu invazivnih među kojima neke i u akvaristici, to su: Elodea densa, Elodea canadensis, Halophila stipulacea, Hydrilla verticillata, Hydrocharis morsus-ranae, Lagarosiphon major, Najas minor, Vallisneria nana i Vallisneria spiralis.

## Opis
Hydrocharitaceae su porodica monokotiledonih cvjetnica s nekih 18 kozmopolitskih rodova potopljenih i izranjajućih slatkovodnih i slanovodnih vodenih biljaka. Najveći rodovi su Najas (37-40 vrsta), Ottelia (oko 21 vrsta), Lagarosiphon (9 ili 10 vrsta), Blyxa (9 ili 10 vrsta), Halophila (oko 10 vrsta), Vallisneria (6-10 vrsta), i Elodea (5 ili 6 vrsta). Tri roda Thalassia (2 vrste), Enhalus (1 vrsta) i Halophila su morske biljke, a ostale rastu u slatkoj ili bočatoj vodi. Porodica je član reda Alismatales.
Pripadnici Hydrocharitaceae uglavnom su dvodomni (jedinke su ili muški ili ženski) i daju radijalno simetrične cvjetove. Ženski cvjetovi imaju donji jajnik (tj. smješten ispod mjesta pričvršćivanja čašica i latica), a cvatovi su obično pokriveni s dva brakteja (modificirani listovi). Listovi se proizvode u pršljenovima ili grozdovima na brojnim točkama duž stabljike, koje mogu biti uspravne ili plutajuće. Mnoge vrste imaju rizome (modificirane stabljike slične korijenu) ili stolone i mogu se razmnožavati nespolno.
Porodica je poznata po jedinstvenom mehanizmu oprašivanja nekih rodova (npr. Elodea, Enhalus, Hydrilla i Vallisneria). Muški cvjetovi se odvajaju i lebde uokolo sve dok ne naiđu i ne prenesu pelud na ženski cvijet koji je duguljastom peteljkom dospio na površinu vode. Nakon oprašivanja, plod u razvoju povlači se pod vodu kako bi završio sazrijevanje.
Ostali rodovi oprašuju se vjetrom, kukcima ili vodom. Mnogi proizvode posebne stabljike s turionima (pupoljci nalik lišću) koji otpadaju i provode zimu u pridnenom mulju kao oblik nespolnog razmnožavanja (tj. Hydrocharis, Stratiotes i Elodea).
Nekoliko članova porodice se uzgaja ili je na drugi način ekonomski važno. Elodea se, primjerice, koristi u akvarijima kao ukrasna biljka, a u školama kao pokusna biljka. Vodarka (Hydrocharis morsus-ranae), po kojem je porodica dobila svoj uobičajeni naziv, ukrasna je vodena biljka bez korijena s okruglim ili srcolikim plutajućim listovima i malim atraktivnim bijelim cvjetovima s tri latice. “Vodeni vojnik” ili rezac (Stratiotes aloides) nosi rozete žilavih listova oštrih rubova koji ljeti lebde, ali u jesen tonu i propadaju. Vallisneria spiralis i V. americana dvije su sviline (Zostera) koje se obično koriste kao akvarijske biljke. “Travu kornjaču” (rod Thalassia) nakon oluja na moru često izbacuje na obalu u takvim količinama da se skuplja i koristi kao gnojivo. Hydrilla verticillata, jedini član svog roda, problematičan je vodeni korov na mnogim mjestima.

## Rodovi
1. Subfamilia Hydrocharitoideae Eaton
  1. Limnobium Rich. (2 spp.)
  2. Hydrocharis L. (3 spp.)
2. Subfamilia Anacharidoideae Thomé
  1. Appertiella C. D. K. Cook & Triest (1 sp.)
  2. Lagarosiphon Harv. (9 spp.)
  3. Blyxa Noronha ex Thouars (14 spp.)
  4. Ottelia Pers. (23 spp.)
  5. Egeria Planch. (3 spp.)
  6. Elodea Michx. (7 spp.)
3. Subfamilia Stratiotoideae Luerss.
  1. Stratiotes L. (1 sp.)
4. Subfamilia Najadoideae Luerss.
  1. Tribus Vallisnerieae Dumort.
    1. Hydrilla Rich. (1 sp.)
    2. Nechamandra Planch. (1 sp.)
    3. Vallisneria Mich. ex L. (14 spp.)

  2. Tribus Najadeae Dumort.
    1. Najas L. (39 spp.)

  3. Tribus Halophileae Asch.
    1. Halophila Thouars (18 spp.)
    2. Enhalus Rich. (1 sp.)
    3. Thalassia Banks & C. Koenig (2 spp.)

- Blyxa echinosperma
- Egeria densa
- cvijet, Egeria densa
- Elodea canadensis
- Halophila stipulacea
- Hydrilla verticillata
- Limnobium laevigatum
- Najas major
- Nechamandra alternifolia